# إغناثيو فيلاسكو
إغناثيو فيلاسكو (بالإسبانية: Antonio Ignacio Velasco García) هو كاهن كاثوليكي فنزويلي، ولد في 17 يناير 1929 في أكاريغوا ‏ في فنزويلا، وتوفي في 6 يوليو 2003 في كاراكاس في فنزويلا.